# José Luis Soto
José Luis Soto María (Fradelo, Orense, España, 4 de agosto de 1972) es un exfutbolista español que jugaba como delantero.

## Trayectoria
Se inició como jugador en los equipos de fútbol base del Club Deportivo Fuentesnuevas y la S. D. Ponferradina antes de incorporarse al Real Madrid C. F. "C" en 1992. En la temporada 1992-93 consiguió con el filial madridista el subcampeonato del grupo 7 de la Tercera División y participó en la fase de ascenso a Segunda División B, en la que lograron la promoción de categoría. Disputó la campaña 1993-94 en el Talavera C. F. y la 1994-95 con el C. D. Numancia de Soria, ambas en Segunda División B. Con el club numantino fue subcampeón del grupo 2 y participó en la promoción a Segunda División sin obtener finalmente el ascenso.
En junio de 1995 recaló en las filas del Real Valladolid C. F., equipo con el que debutó en Primera División el 3 de septiembre ante el F. C. Barcelona en el estadio José Zorrilla. En la campaña 1996-97 anotó cinco goles en treinta y tres partidos, que contribuyeron al séptimo puesto logrado en Liga por el conjunto pucelano y, como consecuencia, obtuvo la clasificación para participar en la Copa de la UEFA. Jugó su primer encuentro en la competición europea el 16 de septiembre de 1997 ante el Skonto Riga F. C.
En junio de 1998 fue traspasado al C. F. Extremadura, recién ascendido a Primera División, a cambio de 75 millones de pesetas. En su primera temporada con el club de Almendralejo no pudo mantener la categoría tras caer derrotado contra el Rayo Vallecano de Madrid en la promoción. Disputó otra campaña en Segunda División con el Extremadura antes de ser traspasado al Real Sporting de Gijón en 2000. Se mantuvo en el equipo asturiano durante tres años en los que jugó un total de noventa y un partidos, y anotó diecisiete goles. En julio de 2004 fichó por la Ponferradina, equipo en el que colgó las botas tras conseguir el ascenso a la categoría de plata en la temporada 2005-06, momento en que finalizaba su contrato con la entidad.

## Clubes
| Club                    | País   | Año       |
| ----------------------- | ------ | --------- |
| S. D. Ponferradina      | España | 1991-1992 |
| Real Madrid C. F. "C"   | España | 1992-1993 |
| Talavera C. F.          | España | 1993-1994 |
| C. D. Numancia de Soria | España | 1994-1995 |
| Real Valladolid C. F.   | España | 1995-1998 |
| C. F. Extremadura       | España | 1998-2000 |
| Real Sporting de Gijón  | España | 2000-2003 |
| S. D. Ponferradina      | España | 2003-2006 |